# Parc Nacional de Wakhan
El Parc Nacional de Wakhan és un parc nacional de l'Afganistan. Establert el 2014, el parc comprèn tot el districte de Wakhan, que s’estén al llarg del corredor de Wakhan entre les muntanyes Pamir i l’ Hindu Kush, vorejant Tadjikistan al nord, Pakistan al sud i Xina a l'est. La flora i la fauna inclouen unes 600 espècies de plantes, la pantera de les neus, el linx, el llop, l’ ós bru, la marta de pedra, la guineu vermella, el gat de Pallas, el cabra salvatge, l’ ovella Marco Polo i l’ urial. La caça furtiva i el sobrepasturatge, més que la mineria i l’ explotació forestal, constitueixen a principis del segle XXI les principals amenaces. A la zona hi viuen 13.000 wakhi i 1.500 kirguís.